# Adviescollege Rijksoverheid
Bij de Nederlandse Rijksoverheid adviseren adviescolleges over wet- en regelgeving of over beleid. Adviescolleges kunnen algemeen ook zelf met beleidsvoorstellen komen.

## Adviescolleges
Nederland kent vaste en tijdelijke adviescolleges. Vaste adviescolleges die adviseren over wetgeving en bestuur worden, conform artikel 79 van de Grondwet, ingesteld bij of krachtens een wet. In zo'n instellingswet staat hoe de inrichting en samenstelling van het college eruitziet en wat de bevoegdheden zijn. Een aantal adviescolleges is direct in de Grondwet terug te vinden, dit zijn: de Raad van State (art. 73-75 Grondwet), de Algemene Rekenkamer (art.76-78 Grondwet) en de Nationale Ombudsman (art.78a Grondwet). Deze drie colleges zijn adviescolleges, maar hebben een bijzonder status - het zijn Hoge Colleges van Staat.
Nederland heeft drie soorten adviescolleges:
- Tijdelijke adviescolleges: geven maximaal vier jaar advies over een beleidsonderwerp.
- Eenmalige adviescolleges: geven één advies over een actueel beleidsonderwerp en houden daarna op te bestaan.
- Vaste adviescolleges: de Ministerraad stelt vaste adviescolleges in voor voor onbepaalde tijd. Er zijn in Nederland twee soorten vaste adviescolleges:
  - Strategische colleges: deze adviseren over een breed beleidsterrein (bijv. de Raad voor het Openbaar Bestuur).
  - Technisch-specialistische colleges: deze adviseren over één specifiek beleidsterrein (bijv. de Autoriteit Persoonsgegevens).

Regels over adviescolleges zijn vastgelegd in de Kaderwet Adviescolleges.
Nederland kent een groot aantal adviescolleges. Hieronder de adviescolleges per ministerie anno 2022 met latere aanvullingen:

### Ministerie van Algemene Zaken
- Wetenschappelijke Raad voor het Regeringsbeleid (WRR)

### Ministerie van Binnenlandse Zaken en Koninkrijksrelaties
- Adviescollege ICT-toetsing
- Adviescollege Dialooggroep Slavernijverleden[3]
- Adviescollege Openbaarheid en Informatiehuishouding[4]
- College financieel toezicht Bonaire, Sint Eustatius en Saba
- College financieel toezicht Curaçao en Sint Maarten
- Commissie van toezicht op de inlichtingen- en veiligheidsdiensten
- Hoge Raad van Adel
- Kiesraad
- Orgaan voor de Friese taal
- Raad voor het Openbaar Bestuur
- Selectiecommissie tijdelijk besluit specifieke uitkering verbetering digitale dienstverlening

### Ministerie van Buitenlandse Zaken
- Adviescommissie SDGP Partnerschapfaciliteit
- Adviesraad internationale vraagstukken
- Commissie van advies inzake volkenrechtelijke vraagstukken
- Staatscommissie voor het internationaal privaatrecht

### Ministerie van Defensie
- Centrale Adviescommissie Draaginsigne Gewonden
- Commissie Gewetensbezwaren Immunisatie Militairen
- Commissie van onderzoek naar de Nederlandse wapeninzet in Hawija

### Ministerie van Economische Zaken en Klimaat
- Adviescollege toetsing regeldruk
- Adviescollege Veiligheid Groningen
- Adviescommissie Borgstelling MKB-kredieten
- Adviescommissie cyberweerbaarheid
- Adviescommissie Duurzaamheid Biomassa voor Energietoepassingen
- Adviescommissie duurzame scheepsbouw
- Adviescommissie Gids proportionaliteit

- Adviescommissie Internationaal Innoveren

- Adviescommissie Kredietcommissie

- Adviescommissie vroegefasefinanciering academische innovatieve starters, hbo-innovatieve starters en TO2-innovatieve starters

- Beoordelingscommissie Small Business Innovation Research programma
- Monitoring Commissie Corporate Governance Code
- Technische commissie bodembeweging
- Topteams
- Wetenschappelijke Klimaatraad

### Ministerie van Financiën
- Adviescommissie beoordeling aangeboden cultuurbezit uit nalatenschappen
- Adviescommissie Nationaal Groeifonds
- Bestuurlijke Adviesraad Kinderopvangtoeslag

### Ministerie van Infrastructuur en Waterstaat
- Adviescommissie medische verklaringen voor de luchtvaart
- Commissie genetische modificatie
- Commissie voor de milieueffectrapportage
- Expertisenetwerk Waterveiligheid
- Raad voor de leefomgeving en infrastructuur

### Ministerie van Justitie en Veiligheid
- Adviescollege levenslanggestraften
- Adviescollege Verloftoetsing tbs
- Adviescommissie ongeschiktheidsontslag rechterlijke ambtenaren
- Adviescommissie voor burgerlijk procesrecht
- Adviesraad Migratie
- Auditteam Voetbal en Veiligheid
- Autoriteit Persoonsgegevens
- Commissie auteursrecht
- Commissie beëdigde tolken en vertalers
- Commissie Feiten en Tarieven
- Commissie insolventierecht
- Commissie rol Koninklijk Huis in de zaak J.A. Poch
- Commissie vennootschapsrecht
- Cyber Security Raad
- Klachtencommissie beëdigde tolken en vertalers
- Kwaliteitscommissie Bibob
- Kwaliteitsinstituut beëdigde tolken en vertalers
- Landelijke adviescommissie plaatsing longstay forensische zorg
- Politieonderwijsraad
- Raad voor strafrechtstoepassing en jeugdbescherming

### Ministerie van Landbouw, Natuur en Voedselkwaliteit
- Adviescollege huis- en hobbydierenlijst
- Adviescommissie EFMZV
- Commissie registratie diergeneesmiddelen
- Deskundigengroep dierziekten
- Nationaal comité voor de bescherming van dieren
- Raad van Advies herbezinning NVWA
- Raad voor dierenaangelegenheden
- Visserijcommissie BES
- Welzijnscommissie Dierziekten
- Wetenschappelijke Adviescommissie Convenant Onbedwelmd Ritueel Slachten
- Wetenschappelijke autoriteit CITES

### Ministerie van Onderwijs, Cultuur en Wetenschap
- Adviescommissie beroepsgerichte keuzevakken vmbo
- Adviescommissie restitutieverzoeken cultuurgoederen en Tweede Wereldoorlog
- Adviescommissie tot benoeming leden Adviescommissie restitutieverzoeken cultuurgoederen en Tweede Wereldoorlog
- Adviesraad voor wetenschap, technologie en innovatie
- Beoordelingscommissie sterk techniekonderwijs
- Commissie Associate degree
- Commissie beoordeling uitingen maatschappelijk verantwoordelijkheidsbesef
- Commissie Doelmatigheid Hoger Onderwijs
- Commissie macrodoelmatigheid mbo
- Commissie sectorplan Bèta en Techniek
- Commissie sectorplan Social Sciences and Humanities
- Curriculumcommissie
- Expertgroep toetsen PO
- Jury Joke Smitprijs
- Jury Jos Brinkprijs
- Nationale Unesco Commissie
- Onderwijsraad
- Raad voor Cultuur
- Tijdelijke adviescommissie regionaal investeringsfonds mbo 2019–2022

### Ministerie van Sociale Zaken en Werkgelegenheid
- Comité van toezicht EFMB
- Sociaal-Economische Raad
- Toetsingscommissie vangnet Participatiewet

### Ministerie van Volksgezondheid, Welzijn en Sport
- Adviescommissie participatie en emancipatie Sinti en Roma
- Commissie buitenslands gediplomeerden volksgezondheid
- Gezondheidsraad
- Nederlandse Sportraad
- Raad voor Volksgezondheid en Samenleving

Daarnaast kunnen ook andere organisaties zoals het Sociaal Cultureel Planbureau en de Raad voor de rechtspraak adviestaken hebben. Maar het geven van advies is niet hun kerntaak.